# RDS-7
RDS-7, conocida por su nombre clave Durak (en ruso Дурак, Tonto), es el nombre de una bomba de fisión de grandes dimensiones desarrollada por la Unión Soviética a principios de la década de 1950. 
La RDS-7 era un dispositivo de implosión masiva. Fue diseñada por el comité KB-11 durante la década del 50, junto con las bombas RDS-27 y RDS-37, después de la creación y prueba de la bomba RDS-6s. La RDS-7 tenía un diseño similar a la bomba utilizada durante la prueba nuclear estadounidense Ivy King, utilizando cantidades enormemente peligrosas de material físil para generar un rendimiento de sobre los 100 kilotones. Una estimación hecha a principios del 50 por el comité indica que este dispositivo hubiese tenido un rendimiento entre 50 a 100 veces superior al de la bomba RDS-1 (probada en 1949 con un rendimiento de 22 kilotones), llegando a ser su rendimiento nominal estimado entre 1000 y 2000 kt. La bomba RDS-7 fue pensada para evitar el uso de tritio (por su alto costo de producción y corta vida media en comparación al uranio) en un arma nuclear y aun así obtener un alto rendimiento. Sin embargo, su diseño solo quedó en cálculos y jamás fue probada, por las dudas que causó su funcionamiento.